# Umar Sadiq
Umar Sadiq Mesbah, född 2 februari 1997, är en nigeriansk fotbollsspelare som spelar för spanska Real Sociedad.

## Karriär
I juli 2019 lånades Sadiq ut till Partizan Belgrad på ett låneavtal över säsongen 2019/2020. Den 22 november 2019 gjorde han ett hattrick i en 6–2-vinst över Javor Ivanjica.
Den 5 oktober 2020 värvades Sadiq av spanska Segunda División-klubben Almería, där han skrev på ett femårskontrakt. Den 1 september 2022 värvades Sadiq av Real Sociedad, där han skrev på ett sexårskontrakt.